# Ladislav Kaniški
Ladislav Kaniški (Kanižaj) (lat. Ladislaus Kanisay, mađ. Kanizsai László) (? — ?, 1500./01.), ugarski velikaš, hrvatski ban (1493. – 1495.) i jajački ban (1495.) iz plemićke obitelji Kaniški.

## Životopis
Bio je sin Ladislava († 1477./78.), magistra kraljevih konjušnika. Kralj Vladislav II. Jagelović imenovao ga je banom 1493. godine, vjerojatno na nagovor njemačkog cara Maksimilijana II. Habsburga. Po preuzimanju banske časti potvrdio je Požunski mir i nasljedno pravo Habsburgovaca na hrvatsko-ugarsko prijestolje.
Nastojao je ojačati obranu granica od prodora Osmanlija te je pokušao uvesti zakon po kojem slavonski staleži ne bi branili samo granice Kraljevine Slavonije, već i Kraljevinu Hrvatsku. Zbog toga su ga poslanici Slavonskog sabora tužili kralju, koji mu je 1494. godine zabranio da ih tjera na ratovanje izvan granica Slavonije. Iste godine je sazvao Hrvatski sabor u Bihaću s kojega je papi Aleksandru VI. (1492. – 1503.) upućeno pismo s molbom za pomoć u borbi protiv Turaka te je pomirio zagrebačkoga biskupa Osvalda Thuza i Ivaniša Korvina.